# كهف مهاراني
كهف ماهاراني هو كهف تعدين عن الفوسفات يقع في باسيران، وهي منطقة من لامونجان، إندونيسيا. تبلغ مساحة الكهف 2,500 متر مربع (27,000 قدم2) على عمق 25 متر (82 قدم) تحت الأرض.